# Lipotriches maai
Lipotriches maai är en biart som först beskrevs av Michener 1965.  Lipotriches maai ingår i släktet Lipotriches och familjen vägbin. Inga underarter finns listade i Catalogue of Life.